# Trichotropis fuscoapicata
Trichotropis fuscoapicata är en snäckart som först beskrevs av Bouchet och Waren 1985.  Trichotropis fuscoapicata ingår i släktet Trichotropis och familjen toppmössor. Inga underarter finns listade i Catalogue of Life.